# 石毛直道
石毛 直道（いしげ なおみち、1937年11月30日 - ）は、日本の人類学者。専門は文化人類学。勲等は瑞宝中綬章。学位は、農学博士（東京農業大学・1986年）。国立民族学博物館名誉教授、総合研究大学院大学名誉教授。文化功労者。
京都大学人文科学研究所助手、甲南大学文学部助教授、国立民族学博物館教授、国立民族学博物館館長などを歴任した。

## 概要
千葉県出身の文化人類学を専攻する人類学者である。京都大学や甲南大学に勤務し、国立民族学博物館では館長に就任した。東京農業大学より農学博士の学位を授与された。国立民族学博物館と総合研究大学院大学より名誉教授の称号を授与された。日本コナモン協会では筆頭理事を務めた。

## 来歴
タンザニア、リビア、トンガ王国、西イリアン、ハルマヘラ島、東アジア、東南アジアなどで調査・研究に従事。
専攻は民族学、食文化論。
小松左京とは長年の友人でプライベートでも親交深かった。自ら「胃袋の上に頭が乗っかっているような人間」と語るほどの食いしん坊であり、左京がつけた雅号が「大食軒酩酊（たいしょくけんめいてい）である。「鉄の胃袋」の異名を持つ。
中国にはその功績を称えてその名を冠した「石毛直道研究中心」が設立されている。
2017年11月1日より1ヵ月間、日本経済新聞「私の履歴書」連載。

## 略歴
- 1956年 東京都立上野高等学校卒業
- 1963年 京都大学文学部史学科卒業
- 1965年
  - 京都大学大学院文学研究科考古学専攻修士課程中退
  - 京都大学人文科学研究所助手
- 1968年 京都大学サハラ学術探検隊に参加。リビアでのフィールドワークの後、商人のキャラバントラックに便乗しセブハからフォール・ラミー（現在のンジャメナ)までリビア砂漠縦断に成功。
- 1971年 甲南大学文学部講師
- 1973年 甲南大学文学部助教授
- 1974年 国立民族学博物館助教授
- 1986年
  - 7月 国立民族学博物館教授
  - 11月 東京農業大学より農学博士。学位論文は「魚介類の発酵食品に関する研究」[5]。
- 1989年 総合研究大学院大学教授併任
- 1991年 国立民族学博物館第二研究部長
- 1993年 国立民族学博物館第一研究部長
- 1997年4月 国立民族学博物館館長（2003年3月まで）
- 2003年
  - 3月 国立民族学博物館退官
  - 4月 国立民族学博物館名誉教授、総合研究大学院大学名誉教授
- 2014年 第24回南方熊楠賞受賞[6]
- 2016年4月 春の叙勲で瑞宝中綬章を受章[7]
- 2021年 文化功労者[8]

## 主な著作

### 単著
- 『食生活を探検する』（講談社 1969年）のち文春文庫
- 『住居空間の人類学』（鹿島出版会 1971年）
- 『リビア砂漠探検記』（講談社 1973年） のち講談社文庫
- 『食卓の文化誌』（中公新書 1982年）のち岩波現代文庫
- 『食いしん坊の民族学』（平凡社 1979年）のち中公文庫
- 『食事の文明論』（中公新書 1982年）のち中公文庫
- 『ハオチー！鉄の胃袋中国漫遊』（平凡社 1984年）のち平凡社ライブラリー『鉄の胃袋中国漫遊』改題
- 『ゴキブリ亭主の生活学』（平凡社 1986年）
- 『はじまりはトンガ-南太平洋フィールドノート』（平凡社 1988年）
- 『文化麺類学ことはじめ』（フーディアム・コミュニケーション 1991年）のち講談社学術文庫『麺の文化史』改題
- 『食文化新鮮市場』（毎日新聞社 1992年）
- 『食の文化地理 舌のフィールドワーク』（朝日選書 1995年）のち講談社学術文庫『世界の食べもの 食の文化地理』改題
- 『食前・食後』（平凡社 1997年）
- 『上方食談』（小学館 2000年）
- The History and Culture of Japanese Food (Kegan Paul,2001年)
- 『サムライニッポン-文と武の東洋史』（中央公論新社 2003年）
- 『食べるお仕事』（新潮社 2003年）
- 『食卓文明論-チャブ台はどこへ消えた？-』（中公叢書 2005年）
- 『ニッポンの食卓-東飲西食-』（平凡社 2006年）
- 『石毛直道 食の文化を語る』（ドメス出版 2009年）
- 『飲食文化論文集』（清水弘文堂書房 2009年）
- L'ART CULINAISE AU JAPON (Lucie editions,France, 2012)
- 『石毛直道自選著作集』（全12巻）（ドメス出版 2013年）
- 『日本の食文化史-旧石器時代から現代まで-』（岩波書店 2015年）
- 『レシピで味わう世界の食文化――みんぱく研究室でクッキング』（岩波書店 2018年）
- 『座右の銘はない あそび人学者の自叙伝』（日本経済新聞出版社 2019年）
- 『道草を食いながら――出会った人びと、食文化』（岩波書店、2022年）

### 共著
- （小山修三、山口昌伴、栄久庵祥二）『ロスアンジェルスの日本料理店―その文化人類学的研究』』（ドメス出版 1985年）
- （田辺聖子）『ヒトみな神の主食―食の文化誌講義（朝日出版社 1981年）
- （小松左京）『にっぽん料理大全』（潮出版社 1982年 のち岩波同時代ライブラリー）
- （黄 慧性）『韓国の食』（平凡社 1984年、のち平凡社ライブラリー）
- （ケネス・ラドル）『魚醤とナレズシの研究―モンスーン・アジアの食事文化―』（岩波書店 1990年）
- （ケネス・ラドル）『アジアの市場』（くもん出版 1992年）
- （森枝卓士）『考える胃袋―食文化探検紀行―』（集英社新書・集英社 2004年）
- （井上章一、桂小米朝、木下直之、旭堂南海、島崎今日子、宮田球己）『勝手に関西世界遺産』（朝日選書・朝日新聞社 2006年）
- （小泉武夫）『発酵食品の魔法の力』（PHP新書・PHP研究所 2010年）

### 編著
- 『世界の食事文化』（ドメス出版 1973年）
- 『野外手帳（朝日小事典）』（朝日新聞社 1977年）
- 『環境と文化―人類学的考察―』（日本放送出版協会 1978年）
- "Senri Ethnological Studies No.7,The Galela of Halmahera-A Preliminary Survey"（National Museum of Ethnology,1980)
- 『人間・たべもの・文化』（平凡社 1980年）
- 『東アジアの食文化』（平凡社 1981年）
- 『地球時代の食の文化』（平凡社 1982年）
- 『論集　東アジアの食事文化』（平凡社 1985年）
- 『モンゴルの白いご馳走』（チクマ秀版社 1997年）
- 『論集　酒と飲酒の文化』（平凡社 1998年）
- 『世界の発酵乳』（はる書房 2008年）

### 共編著
- （柴田武）『食とことば』（ドメス出版 1983年）
- （梅棹忠夫）『近代日本の文明学』（中央公論社 1984年）
- （田村真八郎）『日本の風土と食』（ドメス出版 1984年）
- （杉田浩一）『調理の文化』（ドメス出版 1985年）
- （小崎道雄）『醗酵と食の文化』（ドメス出版 1986年）
- （神崎宣武、奥村彪生、山下諭一）『日本の郷土料理』全5巻（ぎょうせい 1986年）
- （豊川裕之）『食とからだ』（ドメス出版 1987年）
- （熊倉功夫）『外来の食の文化』（ドメス出版 1988年）
- （松元文子）『2001年の調理学』（光生館 1988年）
- （山口昌伴）『家庭の食事空間』（ドメス出版 1989年）
- （小松左京、豊川裕幸）『食の文化シンポジウム'89昭和の食』（ドメス出版 1989年）
- （井上忠司）『食事作法の思想』（ドメス出版 1990年）
- （熊倉功夫）『食の美学』（ドメス出版 1991年）
- （井上忠司）『国立民族学博物館研究報告別冊16号　現代日本における家庭と食卓』（国立民族学博物館 1991年）
- （中山時子）『食と文学―日本・フランス・中国―』（フーディアム・コミュニケーション 1992年）
- （熊倉功夫）『食の思想』（ドメス出版 1992年）
- （田村真八郎）『外食の文化』（ドメス出版 1993年）
- （田村真八郎）『国際化時代の食』（ドメス出版 1994年）
- （高田公理）『都市化と食』（ドメス出版 1995年）
- （鄭大声）『食文化入門』（講談社 1995年）
- （熊倉功夫）『日本の食・100年<のむ>』（ドメス出版 1992年）
- （杉田浩一）『日本の食・100年<つくる>』（ドメス出版 1997年
- （田村真八郎）『日本の食・100年<たべる>』（ドメス出版 1998年）
- （川田順造）『地域の世界史（8）生活の地域史』（山川出版社 2000年）
- （小山修三）『梅棹忠夫に挑む』（中央公論新社 2008年）

### 対談集
- 『食文化探訪』（新人物往来社 1998年）
- 『面談たべもの誌』（文藝春秋 1989年）
- 『21世紀、日本人の課題』河合隼雄との対談(月間みんぱく 2001年)

## 関連人物
交友ある人達
- 梅棹忠夫
- 佐々木高明
- 小松左京
- 加藤秀俊
- 本多勝一 -『ニューギニア高地人』
- 米山俊直
- 佐原真
- 谷泰
- 小山修三
- 桂米朝
- 荻昌弘
- 奥村彪生
- 熊谷真菜

その他
- 安藤百福
- 安藤スポーツ・食文化振興財団 - 評議員を務めている。